# محمد أنس (منافس ألعاب قوى)
محمد أنس (بالهندية: मोहम्मद अनास؛ بالإنجليزية: Muhammed Anas) هو منافس ألعاب قوى هندي، ولد في 17 سبتمبر 1994 في كيرلا في الهند.

## وصلات خارجية
- محمد أنس على موقع الاتحاد الدولي لألعاب القوى (الإنجليزية)
- محمد أنس على موقع اللجنة الأولمبية الدولية (الإنجليزية)
- محمد أنس على موقع أوليمبيديا (الإنجليزية)